# بیت‌مکس
بیت‌مکس (انگلیسی: BitMEX) شرکت خدمات مالی و صرافی ارز دیجیتال بریتانیایی است، که در سال ۲۰۱۴ تأسیس شد.